# جان بيار فنسنت
جان بيار فنسنت (بالفرنسية: Jean-Pierre Vincent )‏ (و. 1942 – م) هو ممثل، من فرنسا، ولد في باريس.

## مناصب
تولى منصب مدير المسرح الكوميدي الفرنسي ‏.